# Christina Perri
Christina Perri (Filadélfia, 19 de agosto de 1986) é uma cantora e compositora americana. Após seu single de estreia"Jar of Hearts" ganhar destaque nos Estados Unidos depois que ela foi ao programa de televisão So You Think You Can Dance do canal Fox em 2010, Perri assinou com a Atlantic Records e lançou seu primeiro extended play, The Ocean Way Sessions. Seu primeiro álbum de estúdio, Lovestrong, foi lançado logo depois e desde então foi certificado como platina pela Recording Industry Association of America.
Perri também ganhou reconhecimento por escrever e gravar " A Thousand Years", canção tema do filme The Twilight Saga: Breaking Dawn – Part 2, que aparece na trilha sonora que o acompanha. A música vendeu mais de 10 milhões de cópias nos Estados Unidos, sendo certificada como Diamante, e o videoclipe oficial atingiu dois bilhões de visualizações no YouTube em dezembro de 2021.
Mais tarde, ela lançou seu segundo extended play com tema natalino, A Very Merry Perri Christmas (2012), seguido por seu segundo álbum de estúdio, Head or Heart (2014). Depois de gravar os álbuns de canções de ninar Songs for Carmella (2019) e Songs for Rosie (2021), Perri lançou seu terceiro álbum de estúdio, A Lighter Shade of Blue (2022). Em 2023, ela lançou os álbuns Songs for Pixie e Songs for Christmas .

## Carreira
Perri se mudou para Los Angeles, Califórnia, em seu aniversário de 21 anos. Mais tarde naquele ano, se casou e começou a produzir videoclipes. Se divorciou após 18 meses e voltou para Filadélfia no final de 2009; foi durante este tempo que escreveu "Jar of Hearts". Voltou para Los Angeles, se tornando garçonete no Melrose Cafe, onde conheceu uma amiga que a apresentou a um coreógrafo. Este gostou tanto da música "Jar of Hearts" que perguntou se Christina gostaria de gravar uma versão profissional da música.

### 2010–2012: Primeiro EP eLovestrong
A canção "Jar of Hearts" foi apresentada no So You Think You Can Dance, em 30 de junho de 2010. Seu primeiro single, "Jar of Hearts", vendeu 48 mil cópias digitais, e estreou na Billboard Hot 100 na posição 63 e na Billboard Hot Digital Songs na posição 28. Dentro de um mês, vendeu mais de 100 000 cópias. Em seguida, o videoclipe da música ficou no topo do Top 20 VH1 e com mais de 100 milhões de visualizações no Youtube.
Pouco depois, Perri fez sua estreia em horário nobre da televisão, tocando a música ao vivo no dia 10 de julho de 2010, no The Early Show na CBS, e também no dia 15 de julho de 2010 no So You Think You Can Dance. Christina Perri assinou um contrato com a Atlantic Records em 21 de julho de 2010. Perri também apareceu no The Tonight Show with Jay Leno em 29 de julho de 2010.
Perri lançou então um EP chamado The Ocean Way Sessions, lançado em 9 de novembro de 2010.
A grande virada na vida de Perri foi com a música "A Thousand Years", lançada em 2011, e fez parte do filme Amanhecer, da Saga Crepúsculo. A cantora afirmou ser uma fã convicta da saga. O videoclipe da música foi lançado em 26 de outubro de 2011, no Youtube, contando com mais de 1,5 bilhões de visualizações. Antes, já havia lançado seu primeiro álbum de estúdio chamado Lovestrong, em 10 de maio de 2011, com outro sucesso de sua autoria, "Jar of Hearts", com mais de 245 milhões de visualizações no Youtube, além da canção "Arms", com mais de 46 milhões de visualizações.

### 2013–2016:Head or Heart

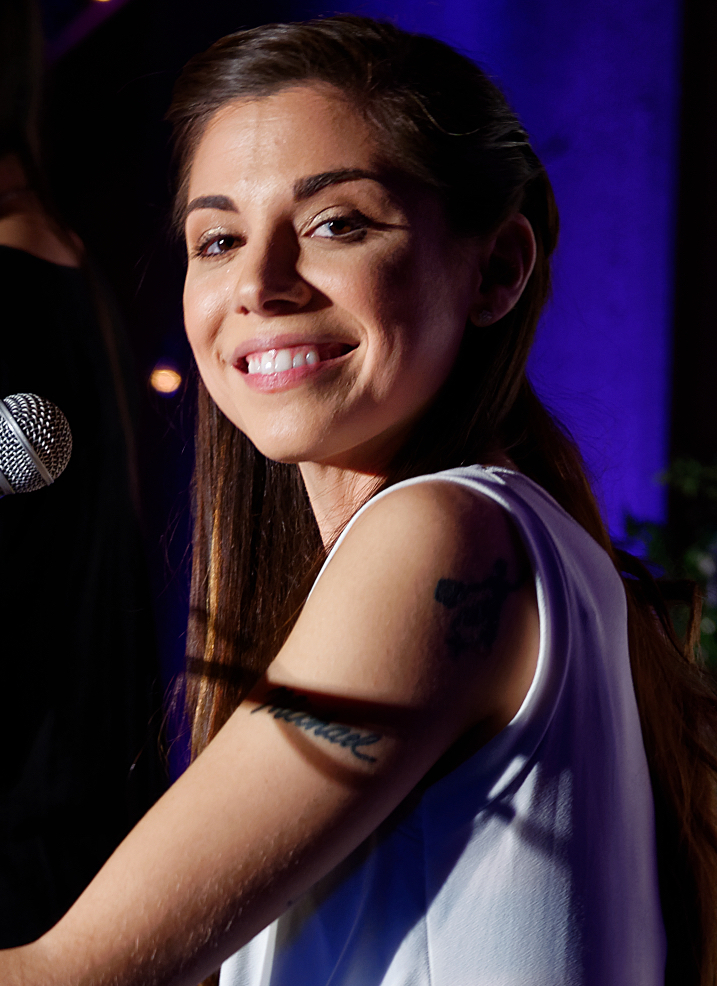
Perri em 2016

Em 2013, Perri começou regularmente a colocar no Tweety e colocar imagens no Instagram sobre o progresso do segundo álbum de estúdio usando o hashtag "#albumtwo". Em fevereiro, Perri partilhou com a organização de caridade To Write Love On Her Arms sobre um terceiro tour para obter dinheiro para a instituição  e lançar uma nova canção de seu segundo álbum de estúdio, intitulada "I Believe", nos shows. Em 21 de junho, Perri tweetou anunciando que o segundo álbum de estúdio sairia em breve.
Em 11 de novembro de 2013, Perri anunciou que o primeiro single do novo álbum se chamaria "Human", que conta com mais de 104 milhões de visualizações no Youtube. A canção foi lançada em 18 de novembro de 2013 no iTunes e Perri tocou a canção no The Queen Latifah Show no mesmo dia. Em 28 de novembro de 2013, Perri revelou que seu segundo álbum de estúdio se chamaria Head or Heart e seria lançado em 31 de março de 2014, sendo adiado posteriormente para 1 de abril de 2014. Em 29 de maio, anunciou que ela iria realizar a abertura do novo North American World Tour de Demi Lovato. Perri anunciou que seu segundo tour de concertos mundiais se chamaria Head or Heart Tour, tendo começo em abril de 2014.

### 2017-Presente: Maternidade e álbuns de canções de Ninar
Em 14 de dezembro de 2018, ela revelou seu primeiro álbum de canções de ninar, Songs for Carmella: Lullabies & Sing-a-Longs , dedicado à sua filha e lançado no primeiro aniversário de Carmella, 17 de janeiro de 2019.  Em 22 de novembro de 2019, Perri também lançou uma versão deluxe de seu EP de Natal de 2012, intitulado A Very Merry Perri Christmas (Extra Presents) , com covers adicionais de " I'll Be Home For Christmas " e " Let It Snow ".
Perri lançou seu segundo álbum de canções de ninar, intitulado Songs for Rosie . Este álbum serve como uma homenagem à sua falecida filha, Rosie, e atua como um acompanhamento de Songs for Carmella . Foi lançado em 24 de novembro de 2021, coincidindo com o que teria sido o primeiro aniversário de Rosie.
Em março de 2022, Perri lançou o single "Evergone" como o single principal de seu próximo terceiro álbum de estúdio. O álbum, A Lighter Shade of Blue , foi lançado pela Elektra Records em 15 de julho de 2022. 
Em agosto de 2024, Perri anunciou que estava escrevendo um livro infantil baseado em sua canção de 2011, "A Thousand Years"

## Discografia

### Álbuns de estúdio
| Detalhes do álbum | Melhores posições atingidas | Melhores posições atingidas | Melhores posições atingidas | Melhores posições atingidas | Melhores posições atingidas | Certificações                             | Vendas                      |
| Detalhes do álbum | EUA                         | CAN                         | AUS                         | IRL                         | UK                          | Certificações                             | Vendas                      |
| --- | --------------------------- | --------------------------- | --------------------------- | --------------------------- | --------------------------- | ----------------------------------------- | --------------------------- |
| Lovestrong - Lançamento: 10 de maio de 2011 - Formatos: CD, download digital - Gravadora: Atlantic Records                                      | 4                           | 9                           | 5                           | 5                           | 9                           | - : Ouro - : Platina - : Ouro - : Platina | - : 2 500 000 - : 1 000 000 |
| Head or Heart - Lançamento: 1 de abril de 2014 - Formatos: CD, download digital - Gravadora: Atlantic Records                                   | 4                           | 6                           | 23                          | 14                          | 8                           | - : Ouro                                  | - : 500 000                 |
| Songs for Carmella: Lullabies & Sing-a-Longs - Lançamento: 17 de janeiro de 2019 - Formatos: CD, download digital - Gravadora: Atlantic Records | —                           | —                           | —                           | —                           | —                           |                                           |                             |
| Songs for Rosie - Lançamento: 24 de Novembro de 2021 - Formatos: CD, download digital - Gravadora: Atlantic Records                             | —                           | —                           | —                           | —                           | —                           |                                           |                             |
| A Lighter Shade of Blue - Lançamento: 15 de Julho de 2022 - Formatos: CD, download digital, Streaming - Gravadora: Elektra Records              | —                           | —                           | —                           | —                           | —                           |                                           |                             |
| Songs for Pixie - Lançamento: 20 de Outubro de 2023 - Formatos: CD, download digital - Gravadora: Elektra Records                               | —                           | —                           | —                           | —                           | —                           |                                           |                             |

### Extended plays
| The Ocean Way Sessions                                | 144 |
| The Karaoke Collection                                | —   |
| A Very Merry Perri Christmas                          | 98  |
| Human (Remixes) – EP                                  | —   |
| Burning Gold Remixes - EP                             | —   |
| "—" indica uma obra que não entrou na tabela musical. |     |

### Singles
| 2010                                                  | "Jar of Hearts"                             | 17 | 2  | 21 | 2  | 4   | - : 5× Platina - : 3× Platina - : 2× Platina - : 2× Platina - : Platina - : 2× Platina | Lovestrong                         |
| 2011                                                  | "Arms"                                      | 94 | —  | —  | —  | 194 | - : Platina                                                                            | Lovestrong                         |
| 2011                                                  | "A Thousand Years"                          | 31 | 13 | 70 | 7  | 24  | - : 6× Platina - : 6× Platina - : 2× Platina - : Platina - : 2× Platina                | Saga Crepúsculo: Amanhecer Parte 1 |
| 2012                                                  | "Distance" (com Jason Mraz)                 | —  | —  | —  | —  | —   |                                                                                        | Lovestrong                         |
| 2012                                                  | "A Thousand Years, Pt. 2" (com Steve Kazee) | 53 | 39 | 40 | —  | —   | - : Ouro                                                                               | Saga Crepúsculo: Amanhecer Parte 2 |
| 2013                                                  | "Human"                                     | 31 | 39 | 71 | 24 | 14  | - : 2× Platina - : Ouro - : Prata - : Platina                                          | Head or Heart                      |
| 2014                                                  | "Burning Gold"                              | —  | —  | —  | —  | —   |                                                                                        | Head or Heart                      |
| 2014                                                  | "The Words"                                 | —  | —  | —  | —  | —   |                                                                                        | Head or Heart                      |
| 2022                                                  | "Evergone"                                  | —  | —  | —  | —  | —   |                                                                                        | A Lighter Shade of Blue            |
| 2022                                                  | "Mothers"                                   | —  | —  | —  | —  | —   |                                                                                        | A Lighter Shade of Blue            |
| 2022                                                  | "Home"                                      | —  | —  | —  | —  | —   |                                                                                        | A Lighter Shade of Blue            |
| "—" indica uma obra que não entrou na tabela musical. |                                             |    |    |    |    |     |                                                                                        |                                    |

### Singlespromocionais
| Ano  | Obra                               | Álbum                        |
| ---- | ---------------------------------- | ---------------------------- |
| 2011 | "The Lonely"                       | Lovestrong                   |
| 2011 | "Penguin"                          | Lovestrong                   |
| 2011 | "Tragedy"                          | Lovestrong                   |
| 2011 | "Bluebird"                         | Lovestrong                   |
| 2013 | "Something About December"         | A Very Merry Perri Christmas |
| 2013 | "I Believe"                        | Head or Heart                |
| 2014 | "I Don't Wanna Break"              | Head or Heart                |
| 2014 | "Human (Official Karaoke Version)" | Head or Heart                |

### Vídeos musicais
| Ano  | Obra                                  | Diretor(es)           |
| ---- | ------------------------------------- | --------------------- |
| 2010 | "Jar of Hearts"                       | Jay Martin            |
| 2011 | "Arms"                                | Sarah Chatfield       |
| 2011 | "A Thousand Years"                    | Jay Martin            |
| 2012 | "Distance"                            | Elliott Sellers       |
| 2012 | "Something About December"            | Elliott Sellers       |
| 2012 | "Happy Xmas (War is Over)"            |                       |
| 2014 | "Human"                               | Elliott Sellers       |
| 2014 | "Burning Gold"                        | Jay Martin            |
| 2014 | "The Words"                           | Iouri Philippe Paillé |
| 2018 | "you mean the whole wide world to me" |                       |

Ligações externas
- «Sítio oficial»
- «Christina Perri». no Facebook
- Perri Christina Perri no Myspace
- Christina Perri no X